# Altwiller
Altwiller (deutsch Altweiler) ist eine französische Gemeinde mit 375 Einwohnern (Stand 1. Januar 2021) im Département Bas-Rhin in der Region Grand Est (bis 2015 Elsass).

## Geografie
Die Gemeinde Altwiller liegt im Krummen Elsass, etwa zehn Kilometer westlich von Sarre-Union und ist die westlichste Gemeinde des Départements Bas-Rhin. Der Fluss Rode bildet im Nordwesten die Grenze zum Département Moselle, im Südosten verläuft die Gemeindegrenze entlang des Saarkanals und des Naubachs. Umgeben wird Altwiller von den Nachbargemeinden Vittersbourg und Honskirch im Nordwesten, Hinsingen im Norden, Bissert im Nordosten, Harskirchen im Osten, Diedendorf im Südosten, Niederstinzel im Süden (Berührungspunkt) sowie Vibersviller im Südwesten und Westen.

## Wappen
Blasonierung: „In Blau ein in Gold und Silber geteilter Löwe.“

## Bevölkerungsentwicklung
| Jahr                       | 1962 | 1968 | 1975 | 1982 | 1990 | 1999 | 2007 | 2017 |
| Einwohner                  | 474  | 456  | 416  | 414  | 415  | 399  | 413  | 395  |
| Quellen: Cassini und INSEE |      |      |      |      |      |      |      |      |

## Domaine de Bonnefontaine
Ab 1816 begann Christophe Mérian Hoffmann, ein Schweizer Geschäftsmann, in Altwiller Grundstücke zu kaufen, weil er gehört hatte, dass es hier wertvolle Mineralquellen gibt. Bis 1836 umfasste die Domäne 3212 Hektar. Ab 1818 begann er, Kureinrichtungen zu bauen: das Schloss, einen Tanzsaal und eine Trinkhalle. Bis 1822 legte er um die Gebäude Parkanlagen im englischen Stil an. Die staatliche Verwaltung und die Kirche verurteilten diesen „Luxusort“ und behinderten seinen Betrieb. Nach 20 verlustreichen Jahren entschloss sich Hoffmann, den Besitz zu verkaufen an die Gesellschaft Bonnefontaine der Brüder Koechlin in Mülhausen. 1844 wurde das Anwesen an den Baron Friedrich von Mecklenburg und den Marquis de Ferrari, Herzog von Galliera weiterverkauft. 1861 wurde das Anwesen von Louis Alexander Baron von Klopstein gekauft, 1878 von dem Industriellen Jean Schlumberger, dem Sohn von Nicolas Schlumberger. Seit 1926 ist das Anwesen unbewohnt, es wurde von der französischen, deutschen und amerikanischen Armee im Krieg besetzt und geplündert. Unter den angegebenen Quellen findet man Abbildungen der Gebäude im Original- und im aktuellen Zustand. Seit 2020 sammelt der Besitzer Mittel, um die Anlage grundlegend zu renovieren. 2025 konnten die ersten Arbeiten beginnen.